# Муса Ябгу
Муса Ябгу (д/н — бл. 1043) — один з вождів огузів

## Життєпис
Син Сельджука, вождя огузів-кінік. При народженні отримав ім'я Муса. Разом з батьком і братами брав участь у військових походах на службі Саманідів протягом 990-х років, потім — Алі Тегіна Караханіда, еміра Бухари. Після загибелі брата Арслана успадкував титул ябгу.
Перша письмова згадка про Мусу сягає 1034 року, коли він разом з небожами Тогрулом і Чагри звернувся до султана Масуда I Газневі з проханням надати області з містами Неса й Фераву в Хорасані в обмін на охорону цієї провінції. Згодом брав участь у битві біля Наса, де Сельджукиди перемогли Газневі. Отримав у володіння місто Фераву з округою. Втім невдовзі владу над огузами перейняли Тогрул й Чагри.
1040 року після перемоги в битві при Данданакані разом з Чагри зайняв Балх і Герат. Отримав область Буст, потім Кабулістан, Герат, Гур й бушендж. 
1042 року прибув до Сістана, де почалося повстання на чолі з родом Насридів проти султана Маудуді. Втім у 1043 році Муса зазнав поразки, ймовірно загинув або невдовзі помер. Владу успадкував його син Абу Алі Гасан.